# Rosalind Harris
Rosalind Harris (White Plains, New York állam, 1950. március 19. –) zsidó származású amerikai énekes színésznő. Első és leghíresebb filmszerepe a Hegedűs a háztetőn című musicalben volt mint Tevje legidősebb, Cejtel nevű lánya, akinek a gazdag Lazar Wolfhoz kellett volna feleségül mennie, ám ő már évekkel korábban eljegyezte magát a szegény szabólegénnyel, Mótel Kamzoillal. Így ő az első, aki szembeszegül apja akaratával. 2007-ben videón kiadták Tevje lányai címmel a musical folytatását, egy zenés rövidfilmet.
Még évekig játszotta Cejtelt a Broadway színpadán, majd megkapta Golde szerepét. Több szerepe is van színházban.
2004-ben látható volt a One Man Show: A Musical Documentary című dokumentumfilmben. A film John Falcon performanszművészről szól, aki egy nagyobb összeget (45 millió dollárt) nyert a New York-i lottón. A filmből kiderül, hogy a színésznő és a művész régi barátok.

## Filmográfia
| Bemutató | Cím                 | Magyar cím         | Szerep           | Rendező              |
| -------- | ------------------- | ------------------ | ---------------- | -------------------- |
| 2007     | Tevye's Daughters   | Tevje lányai       | Cejtel           | Greg Carson          |
| 1996     | Mrs. Santa Claus    | Télanyó            | Mrs. Lowensteinr | Terry Hughes         |
| 1984     | The Cotton Club     | Gengszterek klubja | Fanny Brice      | Francis Ford Coppola |
| 1971     | Fiddler on the Roof | Hegedűs a háztetőn | Cejtel           | Norman Jewison       |